# José Moreira (Fußballspieler, 1982)
José Filipe da Silva Moreira (* 20. März 1982 in Massarelos, Porto) ist ein ehemaliger portugiesischer Fußballtorwart, der zuletzt beim CD Cova da Piedade in der Segunda Liga unter Vertrag stand.

## Karriere

### Verein
José Moreira begann seine Karriere bei dem portugiesischen Club SC Salgueiros. Dort spielte er ganze sechs Jahre in der Jugend. 1998 erhielt er Angebote von den vier größten Clubs Portugals (Benfica Lissabon, FC Porto, Boavista Porto und Sporting Lissabon). Er entschied sich letztendlich für einen Wechsel zum Rekordmeister Benfica, wo er eine Saison in der Jugend verbrachte. Von 2001 bis 2011 spielte er in der ersten Mannschaft seines Clubs und war einer der Publikumslieblinge der Fans.
Am 8. Juli 2011 wechselte José Moreira zu Swansea City und unterschrieb dort einen Zweijahresvertrag.

### Nationalteam
In der Nationalmannschaft hat Moreira erstmals bei den Junioren gespielt. Dort hat er 1999 die U-18-Fußball-Europameisterschaft in Schweden sowie das Turnier von Toulon ein Jahr darauf gewonnen. Für die erste Mannschaft debütierte er 2009 bei einem Freundschaftsspiel gegen die Mannschaft von Liechtenstein. Bereits 2004 stand er als dritter Torhüter im Kader der Portugiesen bei der Europameisterschaft im eigenen Land, kam jedoch nicht zum Einsatz.

## Erfolge

### In Vereinen
- Taça de Portugal: 2003/04
- Portugiesische Meisterschaft: 2004/05, 2009/10
- Portugiesischer Supercup: 2005
- Taça da Liga: 2008/09, 2009/10, 2010/11

### In der Nationalmannschaft
- U-18-Fußball-Europameisterschaft: 1999
- Turnier von Toulon: 2000